# ساده‌لوح (فیلم ۱۳۷۰)
ساده لوح فیلمی به کارگردانی مهدی فخیم‌زاده و نویسندگی پرویز نوری، مهدی فخیم‌زاده ساختهٔ سال ۱۳۷۰ است.

## خلاصه داستان
رحمان با پولی که از مردم به بهانه تهیه مسکن به دست آورده می‌گریزد و در مسافرخانه‌ای پناه می‌گیرد که توسط دو دوست «غلام» و «عبدالله» اداره می‌شود. طی حادثه‌ای ظاهراً رحمان به قتل می‌رسد. مظنونین اصلی در این حادثه عبدالله و غلام هستند اما آن دو که گناهی مرتکب نشده‌اند، ناچار می‌گریزند. ده سال بعد وقتی به شهر خود بازمی‌گردند در می‌یابند که رحمان در واقع بر اثر سکته قلبی درگذشته و قتلی در بین نبوده‌است. سرانجام بر اثر پیگیری‌هایشان پول‌های ربوده شده که در جنگل پنهان شده به دست می‌آید.

## بازیگران
- هادی اسلامی در نقش غلام
- حبیب اسماعیلی در نقش عبدالله
- مریم صفایی در نقش لیلا
- خسرو امیرصادقی در نقش یوسف
- پوراندخت مهیمن در نقش مادر لیلا
- محسن اصلانی در نقش بخشدار
- سعید شیخ‌زاده در نقش علی
- مجتبی هویدی
- لیلی زارع
- منوچهر افسری
- اکبر اصفهانی
- حسن کامل
- خسرو کرمی
- منوچهر قدیری
- هوشنگ دیبائیان
- علی حق فروش
- سهیلا ترک
- اسفندیار یگانه
- مرتضی احمدی
- میلاد عالم‌زاده
- داوود بیاتی
- داوود رام
- اصغر خندان
- احمد راد
- ابراهیم شجاعی